# Mohamed Lahlali
Mohamed Lahlali, né le 1er janvier 1952 à Beni-Oujjine (Maroc) est un homme politique belge bruxellois, membre du Parti socialiste (PS).
Il est licencié en sciences du travail et gradué en psychologie.

## Fonctions politiques
- Membre du Parlement de la Région de Bruxelles-Capitale du 29 juin 2004 au 7 juin 2009
- Conseiller communal de Schaerbeek
- Échevin de l'Instruction publique de Schaerbeek